# فهرست فیلسوفان دین
این فهرست فیلسوفان دین (انگلیسی: List of philosophers of religion) است.

## فهرست
- آلفرد جی آیر
- آلفرد نورث وایتهد
- هارون بن الیاس
- آدی شانکرا
- غزالی
- الکسی لوسف
- الوین پلانتینگا
- انسلم کانتربری
- آنتونی فلو
- ارسطو
- آرونی
- آگوستین
- ابن سینا
- بهیا ابن‌پاکوده
- باروخ اسپینوزا
- باساونا
- بندیکت اشلی
- بهاسکارا
- بوئتیوس
- برایان دیویس
- چارلز دی کونینک
- چارلز هارتسهورن
- کنفوسیوس
- سوزوکی دایستسو تیتارو
- دیوید هیوم
- داوود قیمحی
- دیوید نیتو
- داوود ابن مروان المکماس
- دیمیتری مرژکوفسکی
- دوگن
- الیا دل مدیگو
- امانوئل سویدنبرگ
- اپیکور
- یوجین هالیدی
- فتح‌الله گولن
- فریدریش نیچه
- فریدریش شلایرماخر
- فریتهیوف شوئون
- گابریل مارسل
- جی.کی. چسترتون
- گئورگ ویلهلم فریدریش هگل
- ابن گرشوم
- گورو ناناک
- های گائون
- حوتر بن سلیمان
- هیوستون اسمیت
- ایمانوئل کانت
- اسحاق الفاسی
- ایزاک کانپانتون
- ایزاک کاردوسو
- ایزاک ناتان بن کالونیموس
- ایزاک اوروبیو د کاسترو
- اسحاق بن ششت
- اسحاق ابن لطیف
- جی.پی. مورلند
- یعقوب آبندانا
- یعقوب آناتولی
- ژاک دریدا
- ژاک ماریتن
- یدایا پنینی
- یشوع بن یهودا
- یوهان گئورگ‌هامان
- دانس اسکوتوس
- جان هیک
- جان سنت توماس
- جوزف سولومون دلمدیگو
- یوسف بصیر
- یوسف ابن تزدیک
- خوزه فاور
- جیدو کریشنامورتی
- کونداکوندا
- لائوتسه
- لئون مودنا
- مادهواچاریا
- ابن میمون
- ملویل ای. استوارت
- میرچا الیاده
- موسی بن یوشع
- نیشیدا کیتارو
- پل تیلیش
- پاول فلورنسکی
- پیتر آبلارد
- افلاطون
- فلوطین
- رالف مک اینرنی
- رامانوجا
- رجینالد گاریگو لاگرانژ
- ریچارد سوئینبرن
- رابرت کامینگز نویل
- رابرت ام. پرایس
- سعدیا گائون
- سعید نورسی
- سالومون میمون
- ابن طیبون
- سرگئی بولگاکف
- سید حسین نصر
- شم طوو بن یوسف فالاکوئرا
- سلیمان
- سلیمان بن گبیرول
- توماس آکویناس
- استفن آر ال کلارک
- سورن کی‌یرکگور
- توماس کاجتان
- والابا
- واسیلی روزانوف
- ولادیمیر سولوویف
- والتر بنیامین
- والتر ترنس استیس
- وسلی وایلدمن
- ویتال پری
- ویلیام جیمز
- ویلیام لین کریگ
- ویلیام پیلی
- یشایاهو لیبوویتس
- یحیی قفیح
- کسنوفانس
- اتین ژیلسون